# Antoine Lancelot
Antoine Lancelot est un historien et archiviste français né à Paris le 4 octobre 1675 où il est mort le 8 novembre 1740.

## Biographie
Successivement militaire, clerc chez un conseiller du Châtelet et employé à la bibliothèque Mazarine, il travaille avec Herbinot à son Dictionnaire étymologique, fournit à Pierre Bayle d’intéressants articles pour son Dictionnaire critique, à Prosper Marchand des articles sur le Cymbalum Mundi de Bonaventure Des Périers, et étudie l’archéologie avec dom Mabillon.
Il est ensuite employé par Valbonnais, premier président de la chambre de Grenoble, et l’aide dans son Histoire du Dauphiné. De Grenoble, il passe en Italie, où il étudie les monuments, les parchemins et les usages anciens. À son retour, il est pris comme arbitre par les pairs, qui se disputent la préséance et repoussaient les bâtards royaux. Lancelot réussit si bien à contenter tout le monde, que les parties se cotisent pour lui acheter une charge de secrétaire du roi.
Il est, en outre, reçu membre de l’Académie des inscriptions et belles-lettres (1710). En 1725, il vend sa charge de secrétaire du roi et est nommé inspecteur au Collège royal et commissaire au trésor des chartes, dont il avance rapidement la Table historique. Il est ensuite chargé (1737-1740) de faire l’inventaire des duchés de Bar et de Lorraine, récemment réunis à la France, et meurt peu après. Il demeure de lui un grand nombre de savants mémoires sur l’histoire et l’archéologie, ainsi que de nombreuses réimpressions de livres anciens.

## Source
« Antoine Lancelot », dans Pierre Larousse, Grand dictionnaire universel du XIXe siècle, Paris, Administration du grand dictionnaire universel, 15 vol., 1863-1890 [détail des éditions].